# Omolabus venezolensis
Omolabus venezolensis es una especie de coleóptero de la familia Attelabidae.

## Distribución geográfica
Habita en Venezuela.